# Емелина, Галина Михайловна
Галина Михайловна Емелина (в девичестве Баркина) (17 ноября 1929, с. Большое Лёвино, Лунинский район, Пензенский округ, Средневолжский край, СССР — 18 октября 2017, Пенза, Пензенская область, Россия) — звеньевая семеноводческого колхоза «Доброволец» Лунинского района Пензенской области, Герой Социалистического Труда (1950).

## Биография
Родилась 17 ноября 1929 года в селе Большое Лёвино Лунинского района Пензенского округа Средневолжского края (ныне — Пензенской области России). По национальности русская.
С 1941 года работала колхозницей, затем звеньевой в семеноводческом колхозе «Доброволец» Лунинского района Пензенской области. В 1949 году собрала урожай волокна среднерусской конопли 7,7 центнера с гектара и семян 9,5 центнера с гектара на площади 2,7 гектара.
Указом Президиума Верховного Совета СССР от 27 июня 1950 года «за получение высоких урожаев волокна и семян среднерусской конопли при выполнении колхозом обязательных поставок и контрактации по всем видам сельскохозяйственной продукции натуроплаты за работу МТС в 1949 году и обеспеченности семенами всех культур в размере полной потребности для весеннего сева 1950 года» удостоена звания Героя Социалистического Труда (самый молодой Герой СоцТруда в области) с вручением ордена Ленина и золотой медали «Серп и Молот».
С сентября 1950 года по октябрь 1953 года училась в трехгодичной школе председателей колхозов, после чего заведовала молочно-товарной фермой. В 1954 году поступила и в 1959 году окончила Пензенский сельскохозяйственный институт. С 1959 года работала в ремонтно-тракторной станции, райсельхозинспекции, управляющей отделением в совхозе «Хопёр» Колышлейского района.
С декабря 1961 года жила в Пензе, трудилась в областном управлении сельского хозяйства, в сахарном тресте, старшим инженером по молокозакупкам в Пензенском областном объединении мясо-молочной промышленности.
С 1985 года на пенсии, член ветеранских организаций, была исполнительным секретарём Пензенского регионального отделения Всероссийской общественной организации Героев, кавалеров государственных наград и лауреатов Государственных премий «Трудовая доблесть России».
Умерла в Пензе 18 октября 2017 года, похоронена на Терновском кладбище в селе Засечное Пензенского района (Пензенская область).
Награждена орденом Ленина (27.06.1950), медалями (в том числе есть медаль «За доблестный труд в Великой Отечественной войне 1941—1945 гг.» и «Ветеран труда»).